# Graeme Souness
Graeme James Souness (ur. 6 maja 1953 w Edynburgu) – szkocki piłkarz grający na pozycji ofensywnego pomocnika, a obecnie piłkarski trener.

## Kariera klubowa

### Początki kariery
Souness pochodzi z miasta Edynburg, stolicy Szkocji. Wychowywał się w dzielnicy Saughton Mains. Jako nastolatek podjął treningi w lokalnym klubie North Merchiston. Z czasem trafił jednak do młodzieżowej drużyny Tottenhamu Hotspur. W 1968 roku w wieku 15 lat podpisał profesjonalny kontrakt z tym klubem. Swoimi umiejętnościami nie przekonał do siebie menedżera klubu, Billa Nicholsona i nie zdołał zadebiutować w First Division. Zaliczył zaledwie jedno spotkanie w Pucharze UEFA wchodząc na boisko jako rezerwowy.
Skłócony z Nicholsonem Graeme opuścił klub w 1972 roku. Mając 19 lat wyjechał do Kanady i zaczął występować w tamtejszym klubie Montreal Olympique w rozgrywkach North American Soccer League. Wystąpił w 10 meczach ligowych (na 14 kolejek), zdobył 2 gole i wybrano go do jedenastki sezonu ligi.
W 1972 roku Souness powrócił do Wielkiej Brytanii i za 30 tysięcy funtów przeszedł do Middlesbrough, występującym wówczas w Second Division. W „Boro” zadebiutował 6 stycznia 1973 roku w przegranym 1:2 meczu z Fulham rozegranym na Craven Cottage. Do końca sezonu wystąpił w 9 spotkaniach, ale już w sezonie 1973/1974 był podstawowym zawodnikiem drużyny. 11 grudnia zdobył swojego pierwszego gola w lidze w wygranym 3:0 meczu z Preston North End na Ayresome Park. W pierwszym sezonie zajął z Middlesbrough 4. pozycję w lidze, ale już w swoim drugim wraz z zespołem prowadzonym przez Jacka Charltona wywalczył awans do First Division (w ostatnim meczu sezonu wygranym 8:0 z Sheffield Wednesday Souness zdobył hat-tricka). W Middlesbrough Szkot spędził jeszcze cztery sezony. Przez ten okres wystąpił w 176 ligowych spotkaniach i zdobył w nich 22 bramki.

### Liverpool
W 1977 roku Liverpool F.C. prowadzony przez menedżera Boba Paisleya zdobył Puchar Europy. Paisley zdecydował się na uzupełnienie zwycięskiego składu, a wybór padł na trzech szkockich piłkarzy. Środkowy obrońca Alan Hansen przybył z Partick Thistle za 100 tysięcy funtów, a Kenny Dalglish, reprezentant Szkocji – z Celticu za 440 tysięcy funtów (nowy rekord na Wyspach). Ostatnim, trzecim transferem był zakup Sounessa, który przybył z „Boro” za 350 tysięcy funtów (rekord klubowy) i 10 stycznia 1978 podpisał kontrakt z „The Reds”.
W nowym zespole Graeme zadebiutował 14 stycznia 1978 w wygranym 1:0 meczu z West Bromwich Albion rozegranym na stadionie The Hawthorns. Natomiast swojego pierwszego gola zdobył strzałem z woleja, 25 lutego, gdy LFC pokonał na Anfield odwiecznych rywali Manchester United 3:1. Od początku pobytu w Liverpoolu Souness zaczął grać w wyjściowej jedenastce. 10 maja wystąpił w podstawowym składzie „The Reds” w finale Pucharu Europy na Wembley. Asystował przy golu Dalglisha, dzięki któremu Anglicy pokonali 1:0 belgijski Club Brugge i sięgnęli po drugi z rzędu puchar, a pierwszy w karierze Sounessa. W lidze Liverpool zajął 2. miejsce zostając wicemistrzem (7 punktów za Nottingham Forest).
W sezonie 1978/1979 Souness po raz pierwszy w karierze wywalczył mistrzostwo Anglii, a jego udział w tym sukcesie to 41 rozegranych meczów i osiem strzelonych bramek. Rok później wraz z kolegami z zespołu ponownie świętował tytuł mistrzowski – tym razem jego dorobek to 1 gol w 41 ligowych meczach. Natomiast w 1981 roku Szkot osiągnął dwa kolejne sukcesy. Najpierw sięgnął po Puchar Ligi Angielskiej, a następnie wystąpił w finale Pucharu Europy z Realem Madryt. Na Parc des Princes w Paryżu liverpoolczycy zwyciężyli 1:0 po golu Alana Kennedy’ego, a Souness wystąpił przez pełne 90 minut. Wcześniej w ćwierćfinałowym spotkaniu z CSKA Sofia, wygranym 5:1, zawodnik ten uzyskał hat-tricka.
W sezonie 1981/1982 Paisley mianował Sounessa kapitanem zespołu i zastąpił on tym samym Phila Thompsona. Pod kapitańską opaską Sounessa Liverpool wywalczył kolejne trofea. Było to mistrzostwo i Puchar Ligi. W 1983 „The Reds” powtórzyli oba sukcesy, jednak po finale Pucharu Ligi na Wembley (2:1 z Manchesterem United) Souness zrzekł się opaski. W 1984 roku zdobył swoje piąte mistrzostwo Anglii, a także swój trzeci Puchar Europy. Wystąpił przez 120 minut meczu z AS Roma. W serii rzutów karnych pewnie pokonał Franco Tancrediego i Liverpool zwyciężył.
Do 1984 roku Souness rozegrał 358 meczów dla Liverpoolu i zdobył 56 goli.

### Sampdoria i Rangers
W 1984 roku Souness opuścił Liverpool i podpisał kontrakt z włoską Sampdorią. Kosztował 650 tysięcy funtów, a do zespołu trafił wraz z innym Wyspiarzem, Trevorem Francisem z Genoi CFC. Zespół z Sounessem, Francisem, a także Roberto Mancinim, Pietro Vierchowodem i Gianlucą Viallim w składzie wywalczył w 1985 roku Puchar Włoch dzięki wygraniu 3:1 finału z A.C. Milan. W 1985 roku Souness zajął z Sampdorią 4. miejsce w lidze, a w 1986 – 11.
Po sezonie, latem 1986 Graeme wrócił do Szkocji i został grającym menedżerem Rangers F.C. W lidze zadebiutował w meczu z Hibernian F.C. mającym siedzibę w jego rodzinnym Edynburgu. W 34. minucie otrzymał drugą żółtą kartkę i został usunięty z boiska. Przez 5 sezonów Souness wystąpił w 49 meczach Rangersów i zdobył 3 gole. Swój ostatni mecz rozegrał w 1990 roku, a Rangersi pokonali 2:0 Dunfermline Athletic (Souness zagrał przez 20 ostatnich minut).

### Kariera w liczbach
| Sezon   | Klub               | Kraj              | Rozgrywki       | Mecze | Bramki |
| ------- | ------------------ | ----------------- | --------------- | ----- | ------ |
| 1971/72 | Tottenham Hotspur  | Anglia            | First Division  | 0     | 0      |
| 1972    | Montreal Olympique | Stany Zjednoczone | NASL            | 10    | 2      |
| 1972/73 | Middlesbrough F.C. | Anglia            | Second Division | 9     | 0      |
| 1973/74 | Middlesbrough F.C. | Anglia            | Second Division | 35    | 7      |
| 1974/75 | Middlesbrough F.C. | Anglia            | First Division  | 38    | 7      |
| 1975/76 | Middlesbrough F.C. | Anglia            | First Division  | 35    | 3      |
| 1976/77 | Middlesbrough F.C. | Anglia            | First Division  | 38    | 2      |
| 1977/78 | Middlesbrough F.C. | Anglia            | First Division  | 19    | 3      |
| 1977/78 | Liverpool F.C.     | Anglia            | First Division  | 15    | 2      |
| 1978/79 | Liverpool F.C.     | Anglia            | First Division  | 41    | 8      |
| 1979/80 | Liverpool F.C.     | Anglia            | First Division  | 41    | 1      |
| 1980/81 | Liverpool F.C.     | Anglia            | First Division  | 31    | 6      |
| 1981/82 | Liverpool F.C.     | Anglia            | First Division  | 35    | 5      |
| 1982/83 | Liverpool F.C.     | Anglia            | First Division  | 41    | 9      |
| 1983/84 | Liverpool F.C.     | Anglia            | First Division  | 37    | 7      |
| 1984/85 | UC Sampdoria       | Włochy            | Serie A         | 28    | 5      |
| 1985/86 | UC Sampdoria       | Włochy            | Serie A         | 28    | 3      |
| 1986/87 | Rangers F.C.       | Szkocja           | First Division  | 25    | 1      |
| 1987/88 | Rangers F.C.       | Szkocja           | First Division  | 18    | 2      |
| 1988/89 | Rangers F.C.       | Szkocja           | First Division  | 6     | 0      |
| 1989/90 | Rangers F.C.       | Szkocja           | First Division  | 1     | 0      |
| 1990/91 | Rangers F.C.       | Szkocja           | First Division  | 0     | 0      |

## Kariera reprezentacyjna
Swoje pierwsze powołanie do reprezentacji Szkocji Souness otrzymał w październiku 1974 roku i 30 października zadebiutował w wygranym 3:0 towarzyskim meczu z NRD rozegranym na Hampden Park. W 1978 selekcjoner Ally McLeod powołał go do kadry na mistrzostwa świata w Argentynie, pomimo że sam zawodnik miał na koncie tylko 6 występów w kadrze A. Tam jako zawodnik Middlesbrough zaliczył jedno spotkanie grupowe, wygrane 3:2 z Holandią.
W 1982 roku Souness został powołany przez Jocka Steina na mistrzostwa świata w Hiszpanii. Wystąpił w wygranym 5:2 meczu z Nową Zelandią, przegranym 1:4 z Brazylią oraz zremisowanym 2:2 z ZSRR. Gol na 2:2 był jego pierwszym w karierze reprezentacyjnej.
W 1986 roku Souness zaliczył swój trzeci mundial – mistrzostwa świata w Meksyku. Wystąpił w dwóch przegranych spotkaniach – 0:1 z Danią i 1:2 z RFN. W ostatnim meczu z Urugwajem nie został wystawiony przez Alexa Fergusona.
Karierę reprezentacyjną Souness zakończył po mistrzostwach w Meksyku. Jego dorobek w kadrze Szkocji to 54 mecze i 4 gole.

### Rangers
W 1986 roku Souness wrócił do Szkocji i został mianowany grającym menedżerem Rangers. Na tym stanowisku zastąpił Jocka Wallace’a. Prezes klubu David Holmes zatrudnił Sounessa w celu zdobycia pierwszego od 1978 roku mistrzostwa Szkocji (mistrzostwo kraju zdobywały od tego czasu Aberdeen FC, Dundee United i odwieczny rywal, Celtic F.C.). W pierwszym sezonie na Ibrox Park przybyli Anglicy Terry Butcher, obrońca i kapitan Ipswich Town oraz bramkarz Norwich City Chris Woods. W kolejnych latach Souness także sięgał po angielskich graczy. Byli to Trevor Steven, Gary Stevens, Trevor Francis oraz Ray Wilkins.
Już w pierwszym sezonie pracy, czyli 1986/1987 Souness wywalczył z Rangersami mistrzostwo Szkocji, a także Puchar Ligi Szkockiej, dzięki wygraniu 2:1 finału z Celtikiem. Także w 1989 roku „The Gers” wywalczyli prymat w kraju, a sukces ten pod wodzą Sounessa powtórzyli w 1990 roku. Inne sukcesy Graeme podczas pobytu w Glasgow to dwa kolejne Puchary Ligi, dzięki wygraniu finałów z Aberdeen (3:2) w 1989 roku i z Celtikiem (2:1) w 1991 roku. W 1991 Souness porzucił stanowisko i odszedł do Liverpoolu. Jego miejsce na 4. kolejki przed zakończeniem sezonu 1990/1991 zajął Walter Smith i doprowadził on piłkarzy do kolejnego triumfu w lidze.
Pobyt Sounessa na Ibrox park nacechowany był kontrowersjami. W 1989 roku dokonał transferu Mo Johnstona, byłego gracza Celticu, będącego katolikiem, w momencie, gdy Rangers niemal od początku był klubem protestanckim. Ostatecznie po dwóch sezonach Johnston powrócił do swojego pierwotnego klubu. Istniały również kontrowersje w postaci zatargów Sounessa z władzami Szkockiej Federacji Piłkarskiej.

### Liverpool F.C.
Lata 1991–1994, podczas których Souness pracował w Liverpoolu, nie były udane dla klubu. Zespół jedyny sukces odniósł w 1992 roku gdy w finale Pucharu Anglii pokonał 2:0 grający w Second Division Sunderland A.F.C. Do braku sukcesów i kryzysu przyczyniły się: złe transfery, zła taktyka i zły dobór zawodników. Jednak to Souness odkrył talenty wychowanków zespołu Steve’a McManamana i Robbiego Fowlera. W 1992 roku przeszedł operację serca, ale już parę dni po wyjściu ze szpitala poprowadził zawodników do wspomnianego triumfu w pucharze. Po operacji przeszedł rehabilitację i w Liverpoolu pracował do stycznia 1994 roku. W 1992 roku zajął z „The Reds” 6. miejsce w lidze, podobnie jak rok później. Z pracy zrezygnował po porażce Liverpoolu z Bristol City w rozgrywkach Pucharu Anglii. Jego miejsce zajął wówczas Roy Evans.

### Galatasaray
W 1995 roku Souness został trenerem tureckiego Galatasaray SK ze Stambułu. Przez 2 lata nie zdobył mistrzostwa Turcji, jednak w 1996 roku wywalczył Puchar Turcji, a w 1997 – Superpuchar. Zasłynął też kolejnym kontrowersyjnym zachowaniem. 24 kwietnia podczas finału krajowego pucharu z Fenerbahçe SK wywołał zamieszki na trybunach, gdy umieścił flagę Galatasaray na stadionie rywali. Wydarzenie to porównano do tureckiego bohatera narodowego Ulubatliego Hasana, który umieścił flagę osmańską na ruinach Konstantynopola i za to został zabity. Souness otrzymał wówczas przydomek Ulubatli Souness.

### Southampton
W 1996 roku Souness powrócił do Anglii i został menedżerem zespołu Southampton F.C., jednak po sezonie zrezygnował z powodu kłótni z prezesem Rupertem Lowe. Jednym z kontrowersyjnych momentów był zakup Senegalczyka Alego Dii początkowo reklamowanego przez Liberyjczyka George’a Weah. Jak się potem okazało było to kłamstwo, a Dia zaliczył tylko jeden mecz w Premiership zastępując Matta Le Tissiera i spisał się na tyle słabo, że po kilkunastu minutach został zdjęty z boiska, a niedługo potem zwolniony z klubu.

### Torino i Benfica
Po pobycie w Southampton w 1997 roku Souness został szkoleniowcem Torino Calcio, jednak pracował tam zaledwie cztery miesiące. Jeszcze w tym samym roku prezes portugalskiej SL Benfiki, Vale e Azevedo, zatrudnił go na stanowisku pierwszego trenera, obiecując kibicom powrót do dawnych sukcesów. Souness sprowadził kilku zawodników z Wysp – obrońców Steve’a Harknessa i Gary’ego Charlesa, pomocników Michaela Thomasa i Marka Pembridge’a oraz napastników Deana Soundersa i Briana Deane’a. Jedynym sukcesem było wicemistrzostwo Portugalii w 1998 roku, a po dwóch latach Szkot został zwolniony, a wraz z nim z klubu odeszli inni Brytyjczycy.

### Blackburn Rovers
W 2000 roku Souness objął stanowisko menedżera Blackburn Rovers. Już w pierwszym sezonie wywalczył z tym klubem awans z First Division do Premiership. Jako beniaminek Blackburn zajęło 10. miejsce w lidze oraz wywalczyło Puchar Ligi Angielskiej, dzięki zwycięstwu 2:1 w finale z Tottenhamem Hotspur. W kolejnych dwóch sezonach Graeme nie osiągał już takich sukcesów z Rovers. W tym okresie zakupił takich zawodników jak Damien Duff, David Dunn, Matt Jansen, a także Andrew Cole, Brad Friedel, Dwight Yorke i Lucas Neill. Cole i Jansen byli zdobywcami goli we wspomnianym finale Pucharu Ligi. W sezonie 2003/2004 prowadził Blackburn w Pucharze UEFA i zajął 15. miejsce w lidze, przez większą część sezonu broniąc zespół przed spadkiem. W 2004 roku został zastąpiony na stanowisku przez Walijczyka Marka Hughesa.

### Newcastle United
W 2004 roku Souness opuścił Blackburn, gdyż dostał ofertę pracy w Newcastle United. Na stanowisku menedżera zastąpił legendę piłki angielskiej, Bobby’ego Robsona, który został zwolniony. Pokłócił się jednak z jednym z czołowych graczy, Walijczykiem Craigiem Bellamym, który odszedł na wypożyczenie do Celtiku, a następnie do Blackburn. Były także drobne scysje z Laurentem Robertem, Olivierem Bernardem i Jermainem Jenasem. „Sroki” zajęły dopiero 14. miejsce w Premier League i odpadły zarówno z półfinału Pucharu UEFA, jak i Pucharu Anglii.
Sezon 2005/2006 Newcastle zaczęli słabo, jednak 30 sierpnia Souness kupił Michaela Owena z Realu Madryt za rekordową sumę 17 milionów funtów. Newcastle wygrali w Tyne-Wear Derby z Sunderlandem (3:2) i zaczęli wygrywać kolejne mecze. Souness wzmocnił defensywę i z kolejnych 12 meczów zespół nie stracił gola w sześciu. Owen doznał jednak kontuzji i stracił 2-3 miesiące na leczenie. Nowe nabytki w osobach Jeana-Alaina Boumsonga (8 milionów funtów) i Alberta Luque (10 milionów funtów) nie przyniosły zespołowi korzyści. 2 lutego 2006 Souness został zwolniony wówczas, gdy drużyna Newcastle zajmowała w lidze 15. lokatę. Jego następcą został Glenn Roeder.

## Souness obecnie
Obecnie Souness jest bezrobotny. Pracuje jako ekspert w irlandzkiej telewizji RTÉ, w której zaczął pracować po zwolnieniu z Newcastle. Pojawia się także regularnie w kanale Sky Sports, gdzie komentuje mecze Ligi Mistrzów.

## Sukcesy

### Jako piłkarz
- Puchar Europy: 1978, 1981, 1984 z Liverpoolem
- Mistrzostwo Anglii: 1979, 1980, 1982, 1983, 1984 z Liverpoolem
- Puchar Ligi Angielskiej: 1981, 1982, 1983, 1984 z Liverpoolem
- Tarcza Dobroczynności: 1980, 1981, 1983 z Liverpoolem
- Mistrzostwo Second Division: 1974 z Middlesbrough
- Puchar Włoch: 1985 z Sampdorią
- Mistrzostwo Szkocji: 1987
- Puchar Ligi Szkockiej: 1987, 1988 z Rangers

### Jako trener/menedżer
- Mistrzostwo Szkocji: 1987, 1989, 1990, 1991 z Rangers
- Puchar Ligi Szkockiej: 1987, 1988, 1989, 1991 z Rangers
- Puchar Anglii: 1992 z Liverpoolem
- Puchar Turcji: 1996 z Galatasaray
- Superpuchar Turcji: 1997 z Galatasaray
- Puchar Ligi Angielskiej: 2002 z Blackburn

### Indywidualne
- W 1998 roku został wybrany na listę 100 Legend Premiership.
- Znalazł się na liście 100 Piłkarzy, Którzy Zaszokowali The Kop (głosowało 110 tysięcy fanów „The Reds”) – zajął w niej 9. miejsce. W najnowszym notowaniu na miejscu 11.
- Trafił do Galerii Sław Rangers Football Club, jako jeden z 64 piłkarzy.
- Trafił do Galerii Sław Reprezentacji Szkocji, jako jeden z 24 piłkarzy.

## Autobiografia
W 1985 roku Souness napisał autobiografię pod tytułem No Half Measures. W 1999 roku została wydana jego druga książka zatytułowana The Management Years opisująca menedżerskie lata pracy w Southampton.